# جائزة جان بيير مونسيري الكبرى
جائزة جان بيير مونسيري الكبرى (بالإنجليزية: Grote Prijs Jean-Pierre Monseré)‏ هو سباق دراجات هوائية، أُقيم أول موسم منه في 2012 في بلجيكا.

## قائمة الفائزين
| السنة | الفائز                    | الثاني            | الثالث            |                 |
| ----- | ------------------------- | ----------------- | ----------------- | --------------- |
| 2012  | Frédéric Amorison ‏        | Paavo Paajanen ‏   | بابتيست بلانكايرت |                 |
| 2013  | توم فان أسبروك            | ووتر فيبرت        | بابتيست بلانكايرت |                 |
| 2014  | Guillaume Van Keirsbulck ‏ | ماثيو فان دير بيل | Iljo Keisse ‏      |                 |
| 2015  | يورغن رويلاندز            | جيروم بوغنيز      | داني فان بوبيل    |                 |
| 2016  | لارس بوم                  | Stijn Steels ‏     | تيموثي دوبونت     |                 |
| 2017  | Laurens Sweeck ‏           | روي يانس          | جيروم بوغنيز      |                 |
| 2018  | أندريه لوويج              | بيير باربييه      | كيني ديهاس        |                 |
| 2019  | تم إلغاء السباق           | تم إلغاء السباق   | تم إلغاء السباق   | تم إلغاء السباق |
| 2020  | فابيو جاكوبسن             | تيموثي دوبونت     | Alfdan De Decker ‏ |                 |
| 2021  | تيم ميرلير                | مارك كافنديش      | تيموثي دوبونت     |                 |
| 2022  | ارنو دي لاي               | يجف دي بوندت      | هوغو هوفستيتر     |                 |
| 2023  | Gerben Thijssen ‏          | كاليب إيوان       | سام ويلسفورد      |                 |
| 2024  | Jarne Van de Paar ‏        | تيموثي دوبونت     | دايفيد ديكر       |                 |
| 2025  | Alexys Brunel ‏            | Stian Fredheim ‏   | Michiel Coppens ‏  |                 |

## وصلات خارجية
- الموقع الرسمي